# Шар (Валь-д’Уаз)
Шар (фр. Chars) — муниципалитет во Франции, в регионе Иль-де-Франс, департамент Валь-д'Уаз, округ Понтуаз. Население — 1721 человек (1999). Муниципалитет расположен на расстоянии около 50 км северо-западнее Парижа, 17 км северо-западнее Сержи.

## Демография
Динамика населения (Cassini и INSEE):